# Wayne Selden
Wayne Selden Jr (ur. 30 września 1994 w Roxbury) – amerykański koszykarz występujący na pozycji rzucającego obrońcy.
W 2013 wystąpił w meczu gwiazd amerykańskich szkół średnich - McDonald’s All-American.
W 2016 rozegrał 5 spotkań podczas letniej ligi NBA w barwach Memphis Grizzlies.
18 marca 2017 podpisał umowę do kończ sezonu z Memphis Grizzlies.
3 stycznia 2019 trafił w wyniku wymiany do Chicago Bulls. 21 sierpnia został zawodnikiem chińskiego Shandong Golden Stars.
17 stycznia 2020 zawarł kontrakt z South Bay Lakers. 8 grudnia dołączył do izraelskiego Ironi Nes Cijjona. 25 września 2021 został zawodnikiem New York Knicks. 3 stycznia 2022 został zwolniony.

## Osiągnięcia
Stan na 15 stycznia 2022, na podstawie, o ile nie zaznaczono inaczej.
NCAA
- Uczestnik:
  - rozgrywek Elite Eight turnieju NCAA (2016)
  - turnieju NCAA (2014–2016)
- Mistrz:
  - turnieju konferencji Big 12 (2016)
  - sezonu regularnego konferencji Big 12 (2014–2016)
- MVP turnieju Maui Invitational (2016)
- Zaliczony do:
  - I składu turnieju:
    - Big 12 (2015)
    - Maui Invitational (2016)

  - II składu Big 12 (2016)
  - składu All-Big 12 Honorable Mention (2014, 2015)

Klubowe
- Mistrz FIBA Europe Cup (2021)[11]

Indywidualne
- MVP FIBA Europe Cup (2021)[12]

Reprezentacja
- Mistrz uniwersjady (2015)
- Uczestnik turnieju:
  - Adidas Nations Counselors (2015)
  - Nike Global Challenge (2012)